# リッチモンド・オリンピックオーバル
リッチモンド・オリンピックオーバル（Richmond Olympic Oval、仏: Anneau olympique de Richmond）はカナダブリティッシュコロンビア州リッチモンドにある体育館。リッチモンド・オーバルとも呼ばれている。建設費は1億7800万カナダドル。

## 概要
五輪でスピードスケート競技会場となるオーバルは2006年11月17日に着工、2008年12月12日に完成。こけら落としのシーズンには五輪リハーサル大会の世界距離別スピードスケート選手権大会が行われた。また、五輪後にはスピードスケート場としては廃止し、地域向けのスポーツ施設に生まれ変わった。一例としてはウィルチェアーラグビー世界選手権大会が開催された。
2009年7月10日には、日本の天皇・皇后が国賓として初めてカナダを公式訪問した際に、リッチモンド・オリンピックオーバルを訪問した。